# Teatro del Mercado
El Teatro del Mercado és un teatre de Saragossa situat a la plaça de Santo Domingo al barri de San Pablo.
El teatre està ubicat a l'edifici construït el 1928 que havia estat el mercat de peix. Va ser dissenyat per Miguel Ángel Navarro. És una construcció de planta rectangular de forma basilical amb un migsoterrani i dues altures. Va ser remodelat per l'arquitecte Daniel Olano el 1983 per a fer-ne un teatre. Disposa d'un aforament de 208 localitats.
El teatre se identifica amb la nova concepció de la cultura destinat a un públic menys tradicional obert a obres contemporanis i experimentals.